# 英维尔·斯滕斯兰
英维尔·斯滕斯兰（挪威語：Ingvild Stensland，1981年8月3日—），挪威女子足球运动员，场上位置是中场。她曾代表挪威国家队参加2007年和2011年国际足联女子世界杯，其中2007年世界杯获得第四名。